# Béning-lès-Saint-Avold
Béning-lès-Saint-Avold är en kommun i departementet Moselle i regionen Grand Est (tidigare regionen Lorraine) i nordöstra Frankrike. Kommunen ligger i kantonen Freyming-Merlebach som tillhör arrondissementet Forbach. År 2022 hade Béning-lès-Saint-Avold 1 133 invånare.

## Befolkningsutveckling
Antalet invånare i kommunen Béning-lès-Saint-Avold
| Referens: INSEE |